# William Mulloy

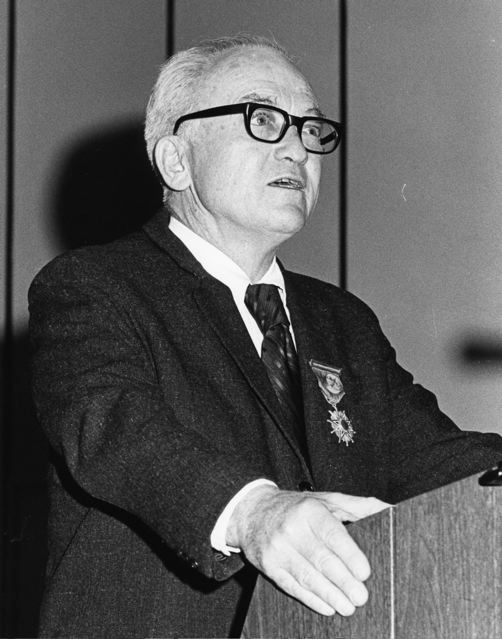
William Mulloy přednáší roku 1975 při příležitosti přijetí O'Higginsovy ceny

William Thomas Mulloy, Jr. (3. května 1917 Salt Lake City, Utah – 25. března 1978 Laramie, Wyoming) byl americký antropolog. Jeho rané výzkumy stepních indiánů jej zařadily mezi světově významné antropology. Je znám svými studiemi polynéské historie, zvláště pak objevy týkající se výroby, transportu a vztyčování monumentálních soch Moai na Velikonočním ostrově.

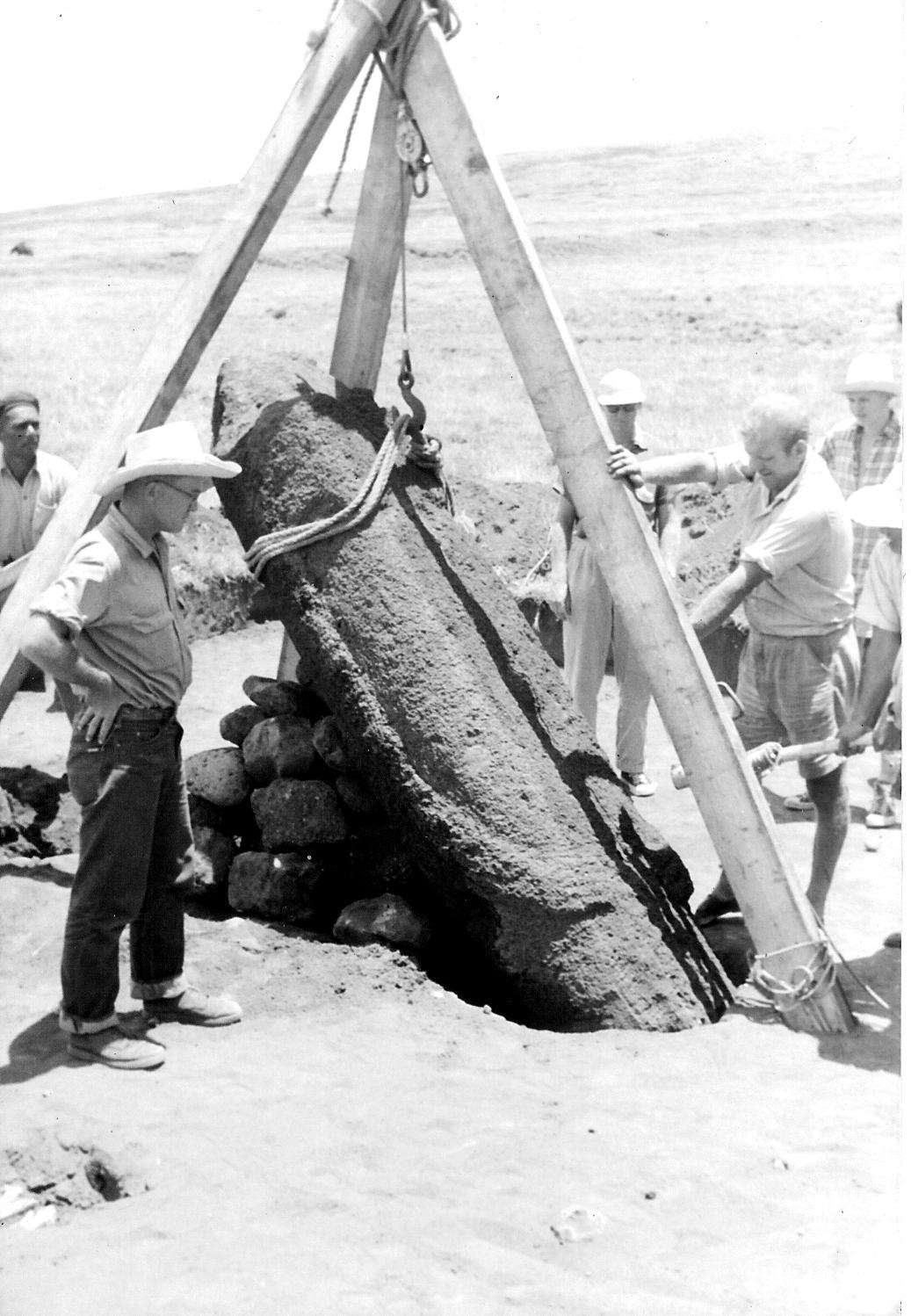
William Mulloy a Arne Skjølsvold u Ahu Akivi na Velikonočním ostrově během norské archeologické expedice v roce 1955